# Leopold von Meyer

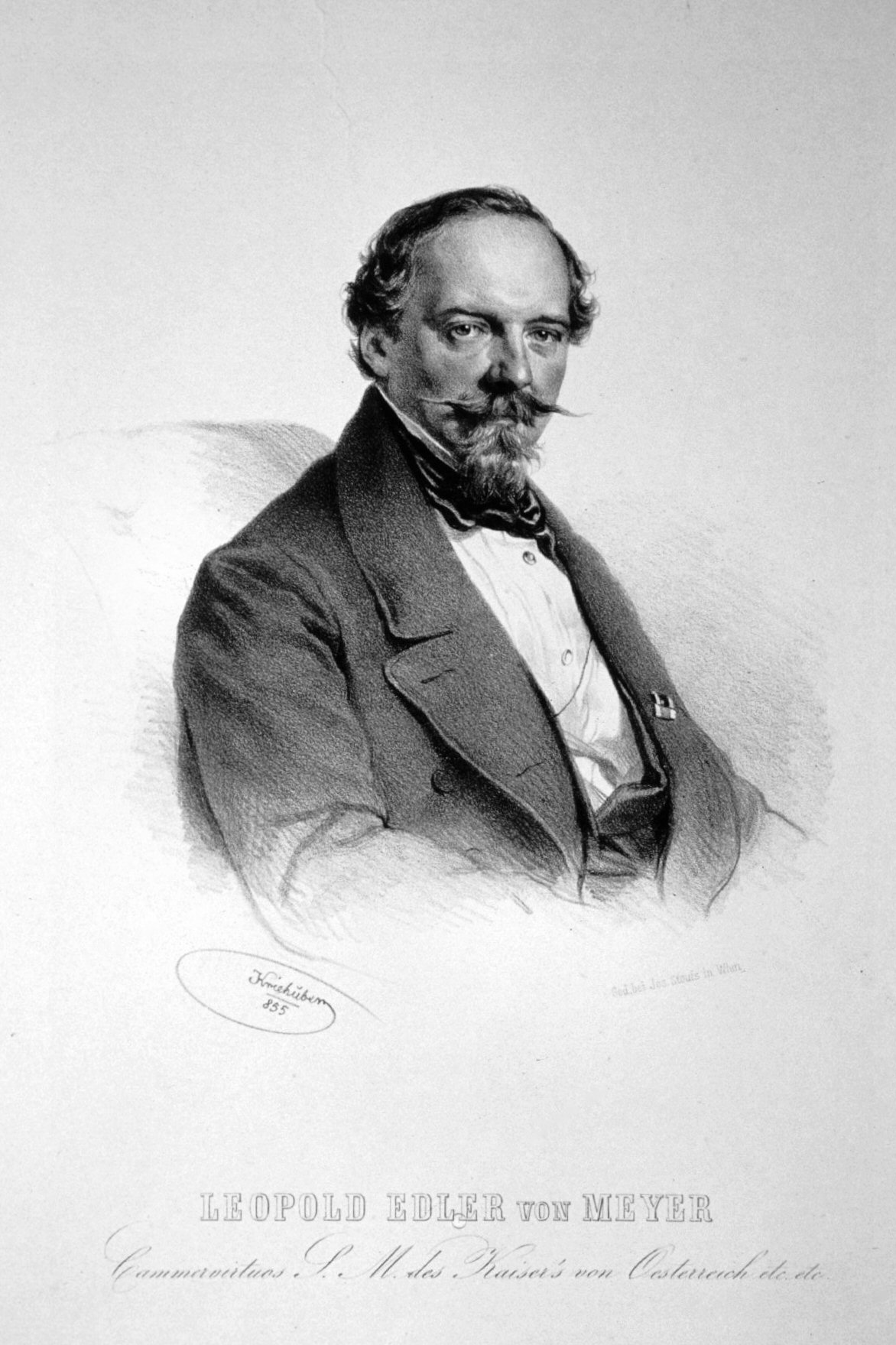
Leopold von Meyer, Lithografie von Josef Kriehuber, 1855

Leopold von Meyer (* 20. Dezember 1816 in Baden bei Wien; † 6. März 1883 in Dresden) war ein österreichischer Pianist und Komponist.

## Leben
Leopold von Meyer kam als Sohn eines Badearztes in Baden bei Wien zur Welt und war ursprünglich für den Staatsdienst bestimmt. Als der Vater an der Cholera starb, widmete er sich der Musik und erhielt seine pianistische Ausbildung bei Carl Czerny und Joseph Fischhof. Bald trat er in den Salons der Wiener Gesellschaft mit großem Erfolg auf. Ab 1835 führten ihn Konzertreisen nach Bukarest, Odessa, St. Petersburg, Moskau und Konstantinopel (1843). Es folgten sehr erfolgreiche Tourneen durch Österreich, Deutschland, Belgien, England, die USA und Frankreich.
Leopold von Meyer, als Pianist ein brillanter Techniker, war als Komponist ein typischer Vertreter der Salonmusik (Opernparaphrasen, Variationen, Charakterstücke, Modetänze und Klavierstücke mit exotischem Charakter). Gegen Ende seines Lebens geriet er in Vergessenheit.